# Канальний рівень
Кана́льний рівень (англ. Data Link layer) — рівень мережної моделі OSI, призначений для передачі даних між вузлами, що перебувають в одному сегменті локальної мережі. Також може використовуватися для виявлення і, можливо, виправлення помилок, що виникли на фізичному рівні. Прикладами протоколів, що працюють на канальному рівні, є: Ethernet для локальних мереж (багатовузловий), Point-to-Point Protocol (PPP), HDLC і ADCCP для підключень точка-точка.
Канальний рівень відповідає за доставку кадрів між пристроями, підключеними до одного мережевого сегмента. Кадри канального рівня не перетинають кордонів мережевого сегмента. Функції міжмережевої маршрутизації і глобальної адресації здійснюються на вищих рівнях моделі OSI, що дозволяє протоколам канального рівня зосередитися на локальній доставці й адресації.
Заголовок кадру містить апаратні адреси відправника та одержувача, що дозволяє визначити, який пристрій відправив кадр і який пристрій має отримати та обробити його. На відміну від ієрархічних і маршрутизованих адрес, апаратні адреси однорівневі. Це означає, що жодна частина адреси не може вказувати на належність до якоїсь логічної або фізичної групи.
Коли пристрої намагаються використовувати середовище одночасно, виникають колізії. Протоколи канального рівня виявляють такі випадки і забезпечують механізми для зменшення їх кількості або ж їх запобігання.
Багато протоколів канального рівня не мають підтвердження про прийом кадру, деякі протоколи навіть не мають контрольної суми для перевірки цілісності кадру. У таких випадках протоколи вищого рівня мають забезпечувати управління потоком даних, контроль помилок, підтвердження доставки та ретрансляцію втрачених даних.
На цьому рівні працюють комутатори, мости.

## Функції канального рівня
- Отримання доступу до середовища передачі. Забезпечення доступу — найважливіша функція канального рівня. Вона потрібна завжди, за винятком випадків, коли реалізована повнозв'язна топологія (наприклад, два комп'ютери, з'єднаних через кросовер, або комп'ютер зі світчем у повнодуплексному режимі).
- Виділення меж кадру. Ця задача також вирішується завжди. Серед можливих рішень цієї задачі — резервування певної послідовності, яка позначає початок або кінець кадру.
- Апаратна адресація (або адресація канального рівня). Потрібна в тому випадку, коли кадр можуть отримати відразу декілька адресатів. У локальних мережах апаратні адреси (MAC-адреси) застосовуються завжди. також Shortest Path Bridging (MAC-in-MAC) IEEE 802.1aq.
- Забезпечення достовірності прийнятих даних. Під час передачі кадру є ймовірність, що дані можуть бути спотворені. Важливо це виявити і не намагатися обробити кадр, який містить помилку. Зазвичай на канальному рівні використовуються алгоритми контрольних сум, що дають високу гарантію виявлення помилок.
- Адресація протоколу верхнього рівня. У процесі декапсуляції вказівка формату вкладеного PDU(інші мови) істотно спрощує обробку інформації, тому найчастіше вказується протокол, що знаходиться в полі даних, за винятком тих випадків, коли в полі даних знаходиться один-єдиний протокол.